# Sur les traces de ma mère
Sur les traces de ma mère ist ein französisches Filmdrama aus dem Jahr 2016.

## Handlung
Der in Brüssel lebende Erfolgsautor Anam Wagner besucht seine Heimatstadt Berlin, um Werbung für sein neues Buch Girl Asleep zu machen. Er hat sich vor längerer Zeit ins Ausland abgesetzt, um Distanz zwischen sich und seiner Familie zu schaffen, ganz ähnlich wie seine Mutter Marisa, die einst ihre Söhne und ihren Mann verließ, um in Italien Filmschauspielerin zu werden. Inzwischen ist die Mutter an Krebs verstorben, aber die Wunden, die sie ihrer Familie geschlagen hat, tun immer noch weh: Anams Bruder Roman ist drauf und dran, nach Pitcairn zu gehen, sein Vater Wolfram ist verbittert und hängt der Vergangenheit nach und der bisexuelle Anam trinkt und hangelt sich von einer bedeutungslosen Affäre zur nächsten. In Berlin wird er mit zwei Ex-Liebschaften konfrontiert: Mit der Amerikanerin Noémie, der er das Herz brach, und mit dem Franzosen Fred, der ihn bei sich wohnen lässt, als Anam die Nähe zu seinem Vater nicht mehr aushält. Beim Abschiedsessen für Roman lernt Anam den hübschen Luc kennen, doch seine innere Kälte lässt ein wirkliches Einlassen auf einen anderen Menschen nicht zu.

## Hintergrund
Der Film wurde als rein französische Produktion im Sommer 2015 in Berlin gedreht und war mit 432.000 Euro budgetiert. Der Film wurde in drei Sprachen gedreht: 50 % auf Französisch, 35 % auf Deutsch und 15 % auf Englisch. Marisa Mell, die 1992 gestorben war, ist auf Fotos und in Rückblenden zu sehen, für die alte Filmausschnitte verwendet wurden. Für Ian Hansen war es die erste Regiearbeit. Obwohl der Film nach seiner Uraufführung am 20. November 2016 von der Presse freundlich besprochen wurde, wurde er ein Flop: Nach seiner Festival-Premiere kam er direkt auf den französischen DVD-Markt und spielte seine Kosten nicht ein. Sowohl der Regisseur als auch der Drehbuchautor und Hauptdarsteller distanzierten sich später von dem Film.

## Kritiken
MK2 lobte den Film: 

„Brillant interpretiert und geschrieben, ist Sur les traces de ma mère ein Porträt eines Mannes, dessen Selbstlosigkeit und aufgestaute Ängste ihn von den Freuden des Lebens ablenken. […] Als eine Art fiktives introspektives Tagebuch gelingt es dem Film, die verliebte Störung des in einer melancholischen Atmosphäre destillierten Charakters perfekt zu transkribieren.“

## Festival
- Festival Chéries-Chéris Paris, Frankreich